# Киприан (Янковский)
Киприа́н Слободско́й (в миру Лев Николаевич Янковский; 31 октября 1897, Харьков — 26 мая 1938) — архимандрит, преподобномученик, местночтимый святой Украинской Православной Церкви.

## Биография
Родился 31 октября 1897 года в г. Харькове. Известно, что подвижник имел высшее духовное образование — окончил одну из духовных академий.
На момент ареста в марте 1938 года о. Киприан носил сан архимандрита и служил в церкви Казанской иконы Пресвятой Богородицы на Лысой горе в Харькове. Обвиненный в подрывной деятельности против советской власти, он 15 апреля того же года был приговорен к расстрелу. 26 мая приговор привели в исполнение в г. Харькове.

## Канонизация
22 июня 1993 года Определением Священного Синода Украинской Православной Церкви принято решение о местной канонизации подвижника в Харьковской епархии, в Соборе новомучеников и исповедников Слободского края (день памяти — 19 мая (1 июня)).
Чин прославления подвижника состоялся во время визита в Харьков 3-4 июля 1993 года Предстоятеля Украинской Православной Церкви Блаженнейшего Митрополита Киевского и всея Украины Владимира, в кафедральном Благовещенском соборе города.